# Eleições estaduais no Espírito Santo em 1986
As eleições estaduais no Espírito Santo em 1986 ocorreram em 15 de novembro como parte das eleições gerais no Distrito Federal, em 23 estados e nos territórios federais do Amapá e Roraima. Foram eleitos o governador Max Freitas Mauro, o vice-governador Carlos Alberto Cunha e os senadores Gerson Camata e João Calmon, além de 10 deputados federais e 30 deputados estaduais.
Formado em Medicina pela Universidade Federal da Bahia em 1962, o governador Max Mauro nasceu em Vila Velha e antes de voltar ao Espírito Santo fez residência em Salvador. Em terras capixabas foi médico do Instituto de Aposentadoria e Pensões dos Ferroviários e Empregados em Serviços Públicos, do Instituto de Aposentadoria e Pensões dos Bancários e trabalhou no atual Instituto Nacional do Seguro Social. Foi também sócio e plantonista do Pronto Socorro Particular de Vitória e diretor do Serviço de Saúde e Assistência Social da prefeitura de Vila Velha. Nos meios políticos fundou o MDB e o PMDB foi eleito prefeito de Vila Velha em 1970, deputado estadual em 1974 e deputado federal em 1978 e 1982. Para refrear as dissidências internas, Max Mauro teve que se aliar a Gerson Camata resgatando um compromisso firmado há quatro anos e assim foi eleito governador do Espírito Santo em 1986.
Por conta das resistências supra mencionadas o PMDB substituiu o companheiro de Max Mauro na chapa majoritária e escolheu Carlos Alberto Cunha, político que elegeu-se deputado estadual via MDB em 1970 e 1974 e vice-governador capixaba em 1986.

## Resultado da eleição para governador
Os dados a seguir foram obtidos junto à Justiça Eleitoral cujos arquivos relatam a existência de 98.490 votos em branco (8,88%) e 40.176 votos nulos (3,62%) calculados sobre um total de 1.108.293 eleitores com os 969.627 votos nominais assim distribuídos:
| Candidatos a governador do estado | Candidatos a vice-governador     | Número | Coligação                                           | Votação | Percentual |
| --------------------------------- | -------------------------------- | ------ | --------------------------------------------------- | ------- | ---------- |
| Max Mauro PMDB                    | Carlos Alberto Cunha PMDB        | 15     | Coligação do PMDB (PMDB, PDC, PCB, PSC, PMN, PCdoB) | 532.713 | 54,94%     |
| Elcio Alvares PFL                 | Edson Machado Costa PFL          | 25     | PFL (sem coligação)                                 | 334.678 | 34,52%     |
| Arlindo Villaschi Filho PT        | Maria das Graças Andreatta PT    | 13     | (PT, PSB)                                           | 97.279  | 10,03%     |
| Rubens Gomes PDT                  | Helvécio Amoedo Vieira Lopes PDT | 12     | PDT (sem coligação)                                 | 4.957   | 0,51%      |
| Fontes:                           |                                  |        |                                                     |         |            |

## Biografia dos senadores eleitos

### Gerson Camata
Nascido em Castelo, o jornalista Gerson Camata tornou-se conhecido por apresentar o Ronda da Cidade na Rádio Cidade de Vitória e a partir de então capitalizou força política ao ingressar na ARENA e eleger-se vereador em Vitória em 1966, três anos antes de se graduar em Economia pela Universidade Federal do Espírito Santo. Eleito deputado estadual em 1970 e deputado federal em 1974 e 1978, entrou no PMDB após a término do bipartidarismo no governo do presidente João Figueiredo. Ao receber o apoio da dissidência do PDS sob o comando de Elcio Alvares, foi eleito governador do Espírito Santo em 1982 e após deixar o Palácio Anchieta foi eleito senador em 1986.

### João Calmon
Advogado natural de Colatina e diplomado na Universidade Federal do Rio de Janeiro, o empresário João Calmon notabilizou-se como jornalista e trabalhou com Assis Chateaubriand, situação que levou o capixaba à cadeira de presidente da Associação Brasileira de Emissoras de Rádio e Televisão e à de presidente dos Diários Associados em 1968, exercendo este último cargo por doze anos. Eleito deputado federal via PSD em 1962, rumou para a ARENA após o Regime Militar de 1964 e foi reeleito em 1966. Vitorioso na eleição para senador em 1970, renovou o mandato por via indireta em 1978 e permaneceu no PDS até 1984, quando ingressou no PMDB tornando-se eleitor de Tancredo Neves no Colégio Eleitoral em 1985. Candidato a senador por uma sublegenda do PMDB, foi reeleito para o terceiro mandato consecutivo em 1986.

## Resultado da eleição para senador
Dados colhidos junto à Justiça Eleitoral e segundo os mesmos houve 461.502 votos em branco (20,82%) e 140.382 votos nulos (8,70%) calculados sobre um total de 2.216.213 eleitores com os 1.614.329 votos nominais assim distribuídos:
| Candidatos a senador da República | Candidatos a suplente de senador                      | Número | Coligação                                           | Votação | Percentual |
| --------------------------------- | ----------------------------------------------------- | ------ | --------------------------------------------------- | ------- | ---------- |
| Gerson Camata PMDB                | -                                                     | 154    | Coligação do PMDB (PMDB, PDC, PCB, PSC, PMN, PCdoB) | 616.225 | 38,17%     |
| Theodorico Ferraço PFL            | Jonice Tristão PFL Luiz Buaiz PFL                     | 251    | PFL (sem coligação)                                 | 273.974 | 16,97%     |
| João Calmon PMDB                  | -                                                     | 151    | Coligação do PMDB (PMDB, PDC, PCB, PSC, PMN, PCdoB) | 241.245 | 14,94%     |
| Camilo Cola PMDB                  | -                                                     | 152    | Coligação do PMDB (PMDB, PDC, PCB, PSC, PMN, PCdoB) | 202.952 | 12,57%     |
| Rogério Sarlo de Medeiros PT      | José Henrique Merçon PT Maria Izabel Paterlini PT     | 131    | (PT, PSB)                                           | 99.669  | 6,18%      |
| Renato Viana Soares PSB           | Joel Gomes de Souza PSB Regina Lúcia Egito Soares PSB | 401    | (PT, PSB)                                           | 60.744  | 3,76%      |
| Joaquim Beato PMDB                | -                                                     | 155    | Coligação do PMDB (PMDB, PDC, PCB, PSC, PMN, PCdoB) | 47.229  | 2,93%      |
| Paulo Sérgio Borges PMDB          | -                                                     | 153    | Coligação do PMDB (PMDB, PDC, PCB, PSC, PMN, PCdoB) | 44.101  | 2,73%      |
| Waldemar Zamprogno PMDB           | -                                                     | 156    | Coligação do PMDB (PMDB, PDC, PCB, PSC, PMN, PCdoB) | 14.776  | 0,92%      |
| Heitor Façanha da Costa PDT       | Fernando Diniz dos Reis PDT -                         | 122    | PDT (sem coligação)                                 | 13.414  | 0,83%      |
| Fontes:                           |                                                       |        |                                                     |         |            |

## Deputados federais eleitos
São relacionados os candidatos eleitos com informações complementares da Câmara dos Deputados.

Representação eleita
  PMDB: 7
  PFL: 2
  PT: 1

| Deputados federais eleitos | Partido | Votação | Percentual | Cidade onde nasceu      | Unidade federativa |
| Rita Camata                | PMDB    | 136.031 |            | Venda Nova do Imigrante | Espírito Santo     |
| Vasco Alves                | PMDB    | 84.952  |            | Vitória                 | Espírito Santo     |
| Vitor Buaiz                | PT      | 79.054  |            | Vitória                 | Espírito Santo     |
| Stélio Dias                | PFL     | 47.979  |            | Vitória                 | Espírito Santo     |
| Lézio Sathler              | PMDB    | 47.047  |            | Lajinha                 | Minas Gerais       |
| Hélio Manhães              | PMDB    | 41.723  |            | Cariacica               | Espírito Santo     |
| Rose de Freitas            | PMDB    | 36.132  |            | Caratinga               | Minas Gerais       |
| Pedro Ceolin               | PFL     | 26.403  |            | Colatina                | Espírito Santo     |
| Nelson Aguiar              | PMDB    | 25.898  |            | Brumado                 | Bahia              |
| Nyder Barbosa              | PMDB    | 22.789  |            | Itaguaçu                | Espírito Santo     |
| Fontes:                    |         |         |            |                         |                    |

## Deputados estaduais eleitos
Na disputa pelas trinta cadeiras da Assembleia Legislativa do Espírito Santo o PMDB conquistou dezesseis, o PFL nove e o PT três enquanto PDS e PDT ficaram com uma vaga cada um.

Representação eleita
  PMDB: 15
  PFL: 9
  PT: 3
  PDT: 1
  PCdoB: 1
  PDS: 1

| Deputados estaduais eleitos | Partido | Votação | Percentual | Cidade onde nasceu | Unidade federativa |
| Nilton Baiano               | PFL     | 25.381  |            | Itabuna            | Bahia              |
| Paulo Hartung               | PMDB    | 17.343  |            | Guaçuí             | Espírito Santo     |
| Fernando Santório           | PMDB    | 17.044  |            | Cariacica          | Espírito Santo     |
| Valcy Souza                 | PMDB    | 16.127  |            |                    |                    |
| José Tasso                  | PFL     | 15.391  |            | João Pessoa        | Paraíba            |
| Jório de Barros             | PMDB    | 15.011  |            | Baixo Guandu       | Espírito Santo     |
| Douglas Puppin              | PMDB    | 13.426  |            |                    |                    |
| Arildo José Cassaro         | PMDB    | 13.029  |            |                    |                    |
| Dilton Lyrio Neto           | PMDB    | 12.972  |            |                    |                    |
| Paulo Lemos Barbosa         | PMDB    | 12.613  |            |                    |                    |
| Levi Ferreira               | PMDB    | 12.528  |            |                    |                    |
| Cláudio Vereza              | PT      | 11.859  |            | Aimorés            | Minas Gerais       |
| Salvador Bonomo             | PMDB    | 11.300  |            |                    |                    |
| Dilo Binda                  | PFL     | 11.135  |            |                    |                    |
| Armando Viola               | PMDB    | 10.768  |            |                    |                    |
| Luiz Carlos Santana         | PDT     | 10.093  |            |                    |                    |
| Jorge Anders                | PMDB    | 10.076  |            | Vila Velha         | Espírito Santo     |
| Hugo Borges                 | PMDB    | 10.044  |            |                    |                    |
| Enivaldo dos Anjos          | PFL     | 9.831   |            |                    |                    |
| Luiz Carlos Piassi          | PFL     | 9.401   |            |                    |                    |
| Waldemiro Seibel            | PFL     | 9.384   |            | Laranja da Terra   | Espírito Santo     |
| João Gama Filho             | PMDB    | 8.773   |            |                    |                    |
| Antônio Pelaes              | PMDB    | 8.659   |            | Vitória            | Espírito Santo     |
| João Francisco Martins      | PCdoB   | 8.248   |            |                    |                    |
| Heraldo Musso               | PFL     | 7.796   |            | Aracruz            | Espírito Santo     |
| Dario Martinelli            | PFL     | 7.248   |            |                    |                    |
| Ronaldo Lopes               | PFL     | 7.014   |            |                    |                    |
| Antônio Moschen             | PT      | 6.501   |            |                    |                    |
| João Coser                  | PT      | 6.297   |            | Santa Teresa       | Espírito Santo     |
| Alcino Santos               | PDS     | 5.688   |            |                    |                    |
| Fontes:                     |         |         |            |                    |                    |